# Computer Channel
Der Computer Channel war ein Internetportal von Gruner + Jahr, das in der Hochzeit des Internetbooms im Juni 1999 als GmbH gegründet wurde. Das Unternehmen nahm mit einem großen Stab festangestellter Redakteure die Arbeit auf und verfügte neben den Niederlassungen in München und Frankfurt am Main über Korrespondentenbüros in den USA (San Francisco) und Großbritannien (London).
Nach einer mehrmonatigen Testphase wurde das Portal im Februar 2000 offiziell eröffnet und gehörte für zwei Jahre zu den reichweitenstärksten deutschsprachigen Angeboten in diesem Bereich. Neben dem journalistischen Teil mit aktuellen Nachrichten und Informationen rund um die Themen Computer und Netzwelt war vor allem der redaktionell betreute Downloadbereich populär.  2001 verfügte der Computer Channel über 75 festangestellte Mitarbeiter.
Auf der Suche nach einem Werbepartner für das Spiel Moorhuhn 2 fand die Phenomedia AG den Computer Channel. Dieser bot das Spiel exklusiv auf seiner Seite zum Download an. Damit trat der Computer Channel in die Fußstapfen des Whiskey-Herstellers Johnnie Walker, der zuvor Moorhuhn 1 als Werbepartner diente. Der Release von Moorhuhn 2 überlastete damals die Server der Seite, da der Download so gefragt war.
Trotz der hohen Nutzerzahlen stellte Gruner + Jahr das Internetportal 2002 ein, da es keinen Gewinn abwarf. „Grund für die Umstrukturierung seien die noch immer geringen Umsätze bei E-Commerce und Online-Werbung, die weit hinter den Erwartungen von Gruner+Jahr zurückliegen, so der Verlag“ (Golem.de).